# Ouro de Moscou

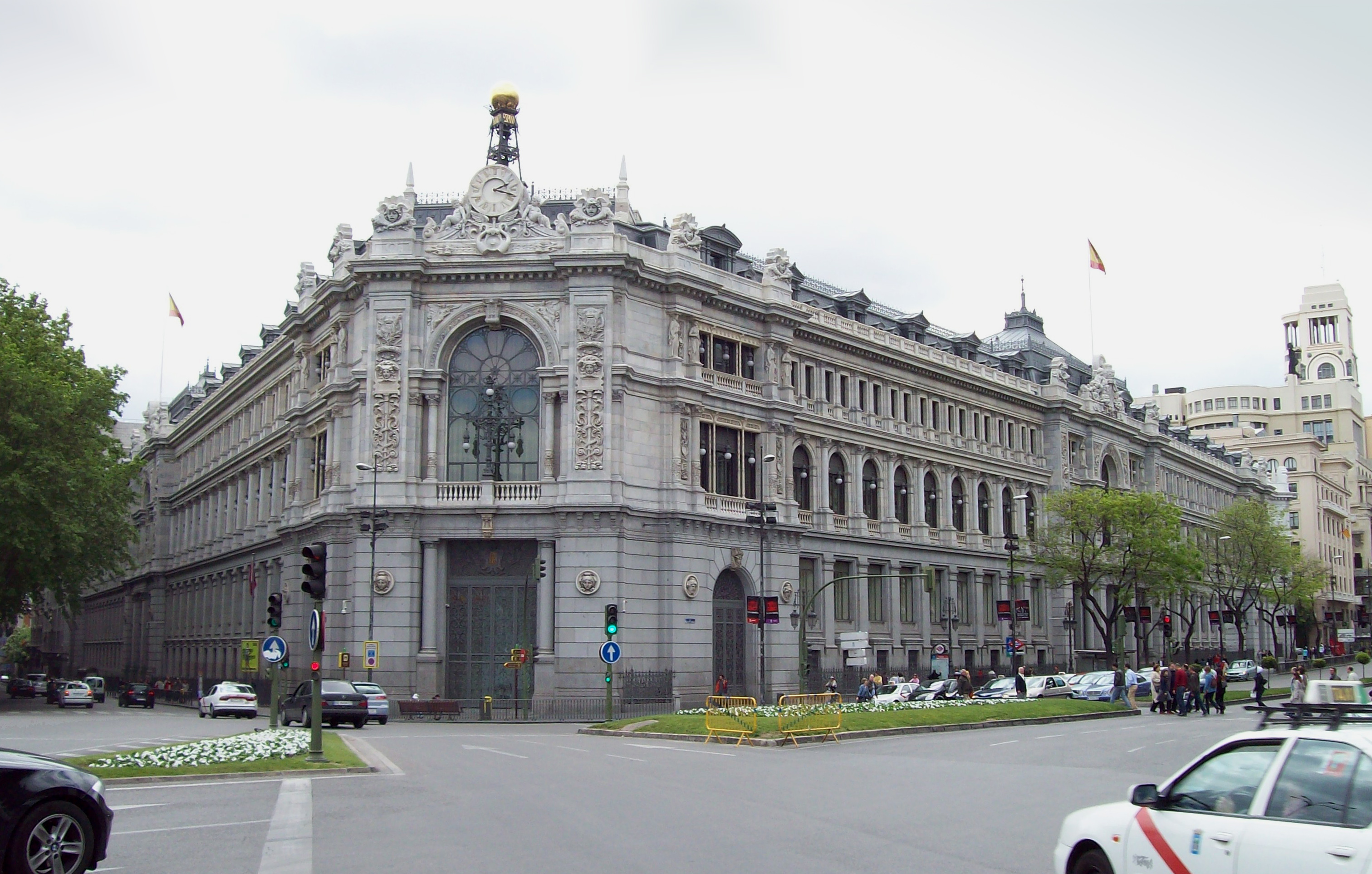
Vista da sede do Banco da Espanha (Madri) da Plaza de Cibeles (praça).

Com a expressão Ouro de Moscou se fez referência, originalmente, às reservas de ouro do Banco de España que foram entregues pelo governo republicano espanhol à União Soviética durante a Guerra Civil Espanhola. As reservas nunca foram restituídas a seu legítimo proprietário, o Banco de España, argumentando-se de que serviu como pagamento pela ajuda militar soviética ao governo republicano durante a guerra. Se tratava da quarta maior reserva de ouro do mundo. Em 27 de julho de 1936, o total das reservas de ouro chegava a 2.184.145.184,51 pesetas-oro, equivalentes a 5.199.576.026,24 pesetas efetivas, cuja circulação garantiam. Em termos de poder aquisitivo, equivaleriam actualmente a 8.200 milhões de euros.

## História

### Os inícios
Juan Negrín, na qualidade de Ministro da Fazenda, autorizou o envio do ouro mediante o seguinte decreto secreto:
| “ | Ministro de Hacienda - Excmo. Sr: Por su excelencia el presidente de la República, y con fecha 13 del actual, ha sido firmado el siguiente decreto reservado: La anormalidad que en el país ha producido la sublevación militar aconseja al Gobierno adoptar aquellas medidas precautorias que considere necesarias para mejor salvaguardar las reservas metálicas del Banco de España, base del crédito público. La índole misma de la medida y la razon de su adopción exigen que este acuerdo permanezca reservado. Fundado en tales consideraciones,de acuerdo con el Consejo de Ministros, y a propuesta del de Hacienda, vengo en disponer, con carácter reservado, lo siguiente: - Art. 1º: Se autoriza al Ministro de Hacienda para que en el momento que lo considere oportuno ordene el transporte, con las mayores garantías, al lugar que estime de más seguridad, de las existencias que en oro, plata y billetes hubiera en aquel momento en el establecimiento central del Banco de España. - Art. 2º: El Gobierno dará cuenta en su día a las Cortes de este decreto. Madrid, 13-9-36.. | ” |

O decreto foi assinado pelo Presidente da República Espanhola, Manuel Azaña Díaz que, não obstante, afirmaria posteriormente seu total desconhecimento do assunto.

### Motivos da decisão
A decisão de remeter o ouro espanhol para Moscou vulnerava a legalidade. A Lei que regia as relações entre o Banco de España e o governo espanhol não autorizava este último a dispor das reservas de ouro, que respaldavam o valor da peseta, salvo para "exercer uma acção interventora no câmbio internacional e na regularidade do mercado monetário", caso em que o Banco de España participaria na referida acção com uma quantidade igual à arbitrada pelo Tesouro Público (Base 7ª do Artigo 1º da citada Lei). Esta exceção havia sido precisamente a utilizada pelo governo republicano espanhol para solicitar do Banco parte das reservas metálicas (174 toneladas de ouro fino), que foram enviadas em 25 remessas entre 18 de julho e 14 de setembro de 1936 ao Banco da França para transformá-las en divisas com que pagar as compras de armamento, algo obviamente muito distante das operações para estabilizar o câmbio da peseta previstas na Lei.

### A saída do ouro
No dia 14 de setembro de 1936 irromperam no Banco forças de carabineiros e milícias enviadas pelo Ministério da Fazenda, de acordo com os comitês revolucionários, especialmente com o que funcionava no mesmo Banco de España.
Obtidas as chaves, abriram-se os cofres e câmaras onde se guardava o ouro, e durante vários dias os agentes do governo republicano estiveram extraindo todo o metal precioso ali depositado. Colocado o ouro em caixas de madeira, foi transportado em caminhões à Estação de Mediodía, e dali a Cartagena, de onde foram transportados de navio para Odessa.

### A viagem para Moscou
Chegando a Odessa, o ouro foi trasladado imediatamente para o Depósito Estatal de Metais Preciosos do Comissariado do Povo para as Finanças (Gokhran), em Moscou, onde foi recebido de acordo com um protocolo, fechado em 5 de novembro, pelo qual se nomeava uma comissão receptora formada pelos representantes do Comissariado de Finanças, J.V. Margoulis, director do Serviço de Metais Preciosos, O.I. Kagan, director do Serviço de Divisas, o representante do Comissariado de Negócios Estrangeiros e o embaixador espanhol na União Soviética, Marcelino Pascua.

### A quantia
A  contagem do ouro, que começou em 5 de Dezembro, terminou em 24 de Janeiro de 1937. Abriram-se 15.571 sacos, encontrando em seu interior 16 classes distintas de moedas de ouro: libras esterlinas (70%), pesetas espanholas, francos franceses, marcos alemães, francos belgas, liras italianas, escudos portugueses, rublos russos, francos austríacos, florins holandeses, francos suíços, pesos mexicanos, pesos argentinos, pesos chilenos e dólares norte-americanos. O depósito completo chegava a 509.287,183 kg de moeda e 792,346 kg de ouro em lingotes e recortes: um total, pois, de exactamente 510.079.529,30 gramas de ouro bruto. O valor numismático das moedas era muito superior ao do ouro que continham.